# 인디드
인디드(Indeed.com)는 기업 채용 게시판 및 취업정보 사이트에 게재된 수많은 취업정보를 한번에 검색해주는 검색엔진이다. Indeed, Inc.는 새로운 방식의 온라인 취업 검색을 목적으로, The New York Times Company, Allen & Company 그리고 Union Square Ventures의 기관투자자가 함께 설립한 비상장 기업이다.
창사 이래 계속하여 진화된 형태의 온라인 취업 검색 방법론을 개발해, 2004년 11월에 시범 버전의 Indeed.com을 출시한 이후, 가장 종합적인 취업 검색 서비스로 자리매김하고 있다. 2009년 해외서비스를 시작하며 인디드 코리아 (kr.indeed.com)를 국내에 선보였으며 그 외에 영국, 캐나다, 오스트레일리아등 영어권 국가들 뿐만 아니라 중국, 일본 등 동북아 국가들도 섭렵하고 있다.

## 연혁
Jobsinthemoney라는 금융관련 취업 사이트의 성공을 바탕으로 폴 포스터(Paul Forster)와 로니 케이한(Rony Kahan)은 2004년 미국에서 인디드 (Indeed.com)을 설립되었다.